# الین لندستروم
الین لندستروم (انگلیسی: Elin Landström؛ زادهٔ ۲ ژوئن ۱۹۹۲) بازیکن فوتبال اهل سوئد است.
از باشگاه‌هایی که در آن بازی کرده‌است می‌توان به اومئا آی‌کی اشاره کرد.
وی همچنین در تیم ملی فوتبال Sweden U19 بازی کرده‌است.